# United States Marine Corps Reconnaissance Battalions
Die Marine Reconnaissance Battalions (Marineinfanterieaufklärungsbataillone) des US Marine Corps sind die Aufklärungskomponenten der vier Marineinfanteriedivisonen. Die so genannten Recon Marines gelten als die Elite innerhalb des Marine Corps und sind, obwohl formal reguläre Marines, quasi eine eigene Spezialeinheit innerhalb des Marine Corps. Jedes dieser Bataillone ist auf die ganze Bandbreite des im amerikanischen Militärjargon ISTAR (Intelligence, Surveillance, Target Acquisition, and Reconnaissance, dt.: „Nachrichtengewinnung, Überwachung, Zielfindung und Aufklärung“) genannten Aufgabengebietes ausgerichtet.

## Auftrag
Zu den Aufgaben der Marine Reconnaissance Battalions gehören militärische Aufklärung, Fernaufklärung in feindlich besetzten Territorium, Geisel- und Kriegsgefangenenbefreiung, Kommandoeinsätze, Sabotage und Such- und Rettungseinsätze in Gefechtssituationen (CSAR). Ferner fungieren Recon Marines als vorgeschobenen Artilleriebeobachter und Zielmarkierer für Smart Bombs.

## Organisation
Jedes Aufklärungsbataillon ist Teil der ihr übergeordneten US-Marineinfanteriedivision
| Abzeichen | Einheit                      | Unterstellung                            | Stationierungsort            |
| --------- | ---------------------------- | ---------------------------------------- | ---------------------------- |
|           | 1st Reconnaissance Battalion | 1st Marine Division                      | Camp Pendleton, Kalifornien  |
|           | 2nd Reconnaissance Battalion | 2nd Marine Division                      | Camp Lejeune, North Carolina |
|           | 3rd Reconnaissance Battalion | 3rd Marine Division                      | Camp Butler, Okinawa, Japan  |
|           | 4th Reconnaissance Battalion | 4th Marine Division Marine Corps Reserve | San Antonio, Texas           |

Seit Auflösung der selbständigen Force Reconnaissance Companies sind die Delta-Kompanien des 1st, 2nd und 3rd Reconnaissance Battalion für die Fernaufklärung zuständig. Diese Kompanien tragen seit 2008 ebenfalls die Bezeichnung Force Reconnaissance Company.

## Rekrutierung und Ausbildung
Die Mitglieder der Marine Reconnaissance Battalions rekrutieren sich aus den leistungsstärksten und erfahrensten Infanteristen des Marine Corps. Die Aspiranten durchlaufen, bevor sie einem der Aufklärungsbataillone zugeteilt werden, einen extrem anspruchsvollen Auswahlprozess, der weit über dem Standard des ohnehin schon als besonders hart geltenden Marine-Corps-Anforderungsprofils liegt. Ist diese Selektionsphase erfolgreich absolviert, durchläuft der künftige Recon Marine den Basic Reconnaissance Course („Grundkurs für Aufklärung“) in der Reconnaissance Training Company („Ausbildungs-Aufklärungs-Kompanie“) der School of Infantry West („Infanterieschule West“). Dort werden die Bewerber in Einsatzplanung, Aufklärungs- und Überlebenstechniken, schnellem Abseilen aus Hubschraubern, Einweisen von Artillerie und Luftangriffen, Bootsgefechtsführung und verdeckten amphibischen Operationen ausgebildet.
Nach Abschluss dieses Kurses erhält der Soldat die offizielle Tätigkeitsbezeichnung Reconnaissance man (MOS 0321) und muss nun das SERE-Training an der Army Airborne School und der Combat Diver School („Kampftaucher-Schule“) absolvieren. Hat er das erfolgreich durchlaufen, folgen optionale Spezialisierungen zum Scharfschützen, Military Freefall („Militärisches Freifall-Springen“), Helicopter Rope Suspension Training Expert („Hubschrauber-Abseil-Ausbilder“). Einige Recon Marines durchlaufen auch den Ranger Course (Ranger-Kurs) der US Army Rangers in Fort Benning im US-Bundesstaat Georgia.

## Credo der Einheit
Realizing it is my choice and my choice alone to be a Reconnaissance Marine, I accept all challenges involved with this profession. Forever shall I strive to maintain the tremendous reputation of those who went before me.
Exceeding beyond the limitations set down by others shall be my goal. Sacrificing personal comforts and dedicating myself to the completion of the reconnaissance mission shall be my life. Physical fitness, mental attitude, and high ethics -- The title of Recon Marine is my honor.
Conquering all obstacles, both large and small, I shall never quit. To quit, to surrender, to give up is to fail. To be a Recon Marine is to surpass failure; To overcome, to adapt and to do whatever it takes to complete the mission.
On the battlefield, as in all areas of life, I shall stand tall above the competition. Through professional pride, integrity, and teamwork, I shall be the example for all Marines to emulate.
Never shall I forget the principles I accepted to become a Recon Marine. Honor, Perseverance, Spirit and Heart.
A Recon Marine can speak without saying a word and achieve what others can only imagine.
Swift, Silent, Deadly
Im Bewusstsein, dass es meine Entscheidung ist und ganz allein meine Entscheidung, ein Recon Marine zu sein, akzeptiere ich alle Herausforderungen, die mit diesem Beruf verknüpft sind. Für immer will ich danach streben, das enorme Ansehen derer, die vor mir diesen Weg gingen, aufrechtzuerhalten.
Die von anderen gesetzten Beschränkungen zu übertreffen soll mein Streben sein. Persönlichen Komfort zu opfern und mich der Vollendung der Aufklärungsmission zu widmen soll mein Leben sein. Körperliche Fitness, mentale Einstellung und höchste Moral -- Der Titel des Recon Marine ist meine Ehre.
Ich werde niemals aufhören, jedes Hindernisse zu überwinden, ob groß oder klein. Abbrechen, sich ergeben, aufgeben ist versagen. Ein Recon Marine kennt kein Versagen; er überwindet, passt sich an und tut, was auch immer nötig ist, um die Mission zu vollenden.
Im Kampf wie in allen Lebenslagen werde ich das Siegerpodest erklimmen. Durch Berufsstolz, Integrität und Teamwork werde ich das Vorbild sein, dem alle Marines nacheifern.
Niemals will ich die Prinzipien vergessen, die ich akzeptierte, um ein Recon Marine zu werden. Ehre, Beharrlichkeit, Teamgeist und Herz.
Ein Recon Marine kann sprechen, ohne ein Wort zu sagen, und erreichen, was andere nur träumen können.
Rasch, lautlos, tödlich

## Ausrüstung
Die US Recon Marines verwenden wie der Großteil der U.S. Marineinfanterie das M16A4-Sturmgewehr, aber auch den Karabiner Colt M4, das M60 (Maschinengewehr) und das M249 SAW.

## Verweise